# Vaison-la-Romaine
Vaison la Romaine [vézon laromén] je historicky významná obec v jihovýchodní Francii, v regionu Provence-Alpes-Côte d'Azur, département Vaucluse, asi 50 km severovýchodně od Avignonu. V římské době byla křižovatkou důležitých cest a kvetoucím městem. V roce 2013 v ní žilo asi 6 tisíc obyvatel.

## Historie
Na místě se nalezly pozůstatky keltského oppida, ve 2. století př. n. l. je dobyli Římané a výrazně zvelebili. Žilo zde až 10 tisíc obyvatel. Patřilo do provincie Gallia Narbonnensis a snad se zde narodil historik Tacitus. Za germánských vpádů bylo město silně poškozeno, ve 12. století zde hrabě Raimond VI. z Toulouse založil na skalnatém útesu hrad a kolem něho vzniklo tak zvané "horní město". Ve 14. století se město stalo součástí hrabství Venaissin, které patřilo papežům až do Francouzské revoluce. 22. září 1992 zničila povodeň stovky domů a ve městě zahynulo 35 lidí.

## Pamětihodnosti
- Římské vykopávky mají plochu asi 13ha a jsou největší ve Francii, přesto představují jen asi pětinu starověkého města z 1.-2. století n. l. Jeho střed s forem a basilikou je totiž překryt moderním městem. Amfiteátr vytesaný ve svahu má asi 5 až 6 tisíc míst. Na východní straně města byl za císaře Augusta vybudován městský chrám, obklopený veřejnými zahradami. Na několika místech byly nalezeny lázně, nejstarší z nich v "Domě stříbrné busty" (Maison de la Buste d'Argent) mají plochu 2 300 m2. Vily jako "Dům s delfínem" nebo "Dům s pávem" také měly mozaikové dlažby a vodní nádrže. Most přes řeku Ouveze měl v historii velký význam jako celnice, ve středověku byl chráněn kamennou věží a je jedním z velmi mála starověkých mostů, který dodnes slouží dopravě.
- Archeologické muzeum navštěvuje ročně přes 60 tisíc návštěvníků, kteří mohou obdivovat archeologické nálezy, ale také modely a obrazy z každodenního života provinčního římského města.
- Katedrála ve středu horního města je velká pozdně románská stavba ze 12. století s jednou věží a velmi dobře zachovaným rajským dvorem.
- Uličky, podloubí a náměstí středověkého města.
- Počátkem srpna se ve Vaison, převáženě na římském amfiteátru, koná dvanáctidenní festival sborového a chorálního zpěvu s širokou mezinárodní účastí.

### Galerie

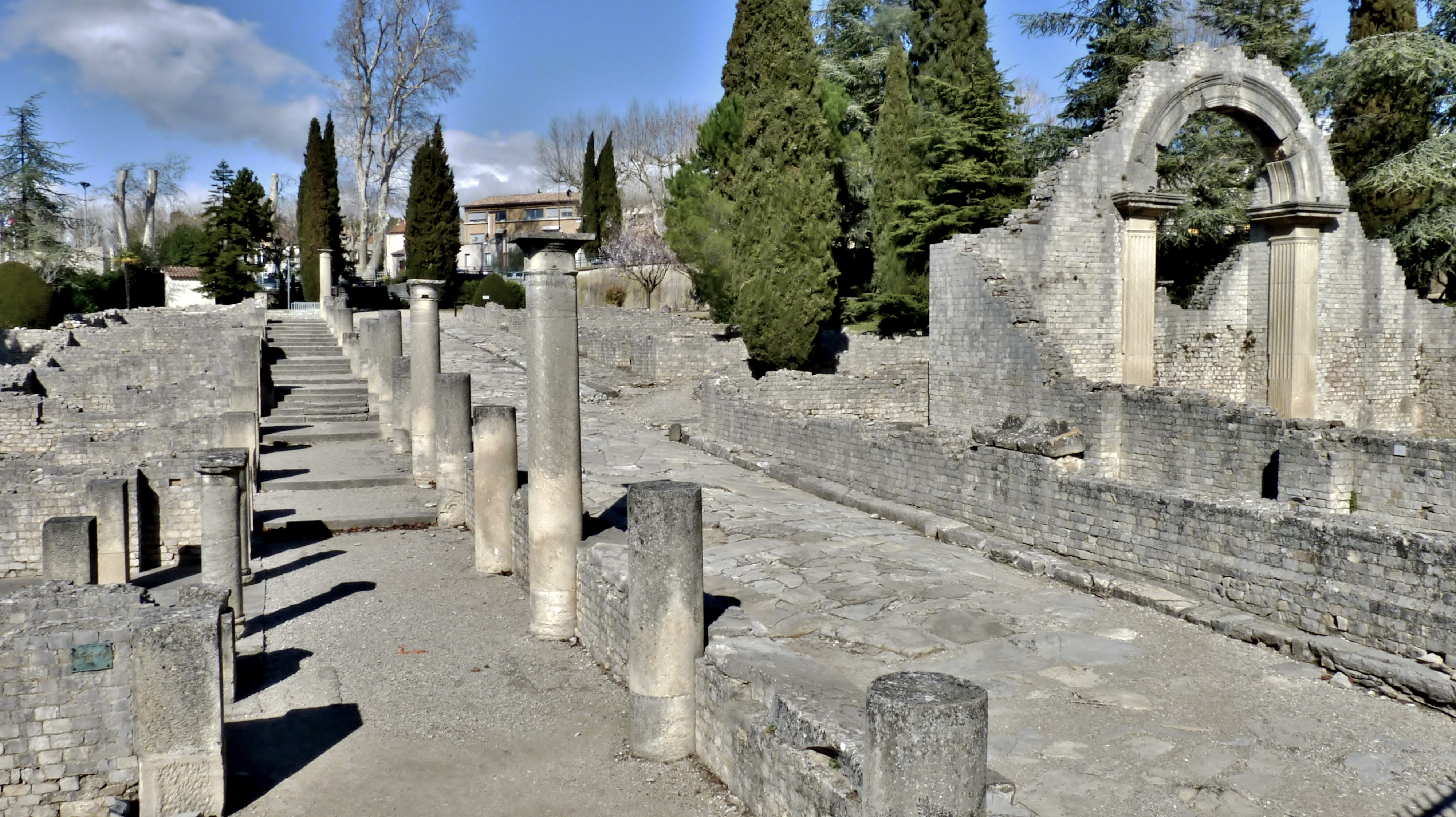
Římské vykopávky La Villasse
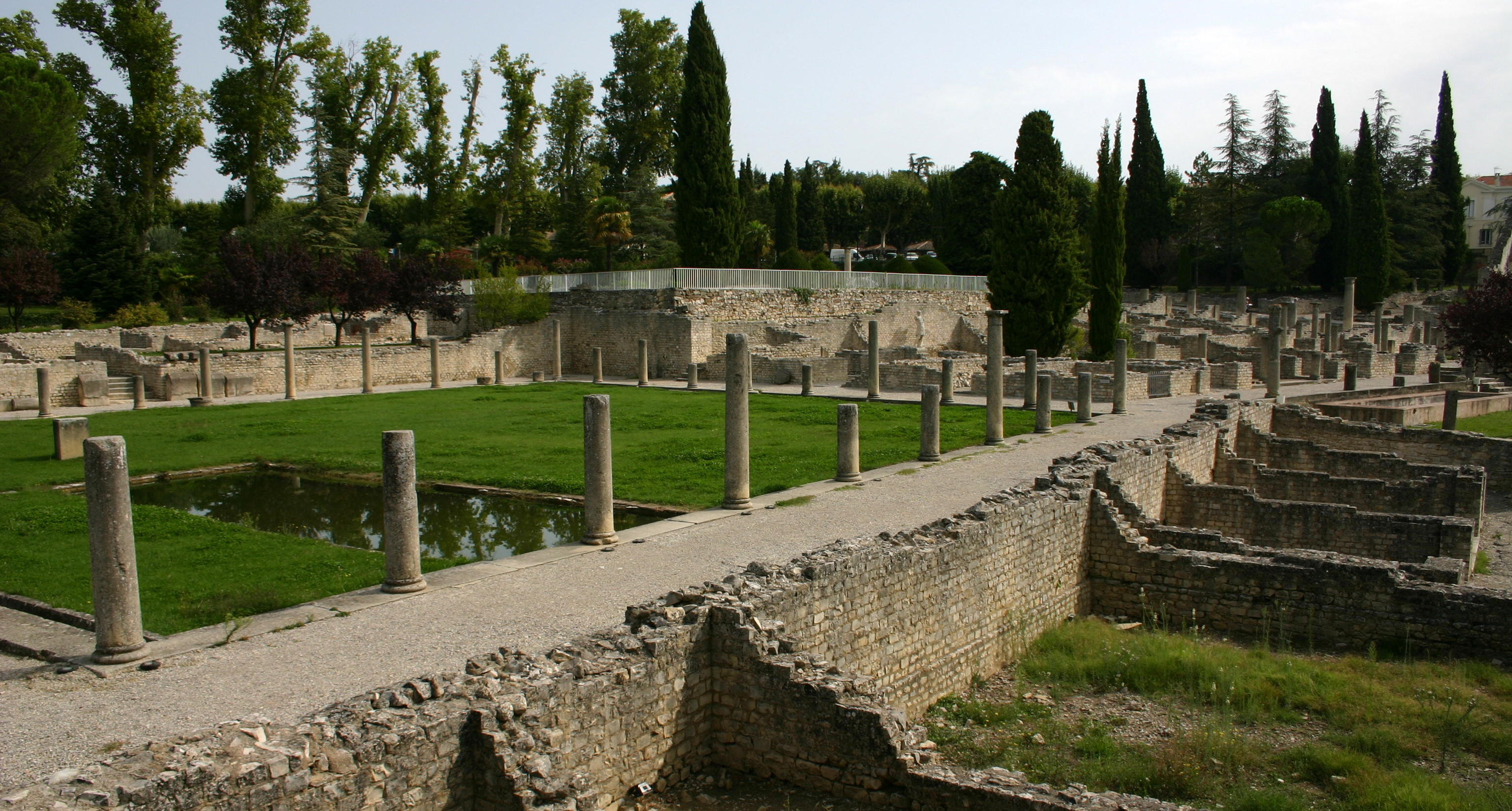
Palestra
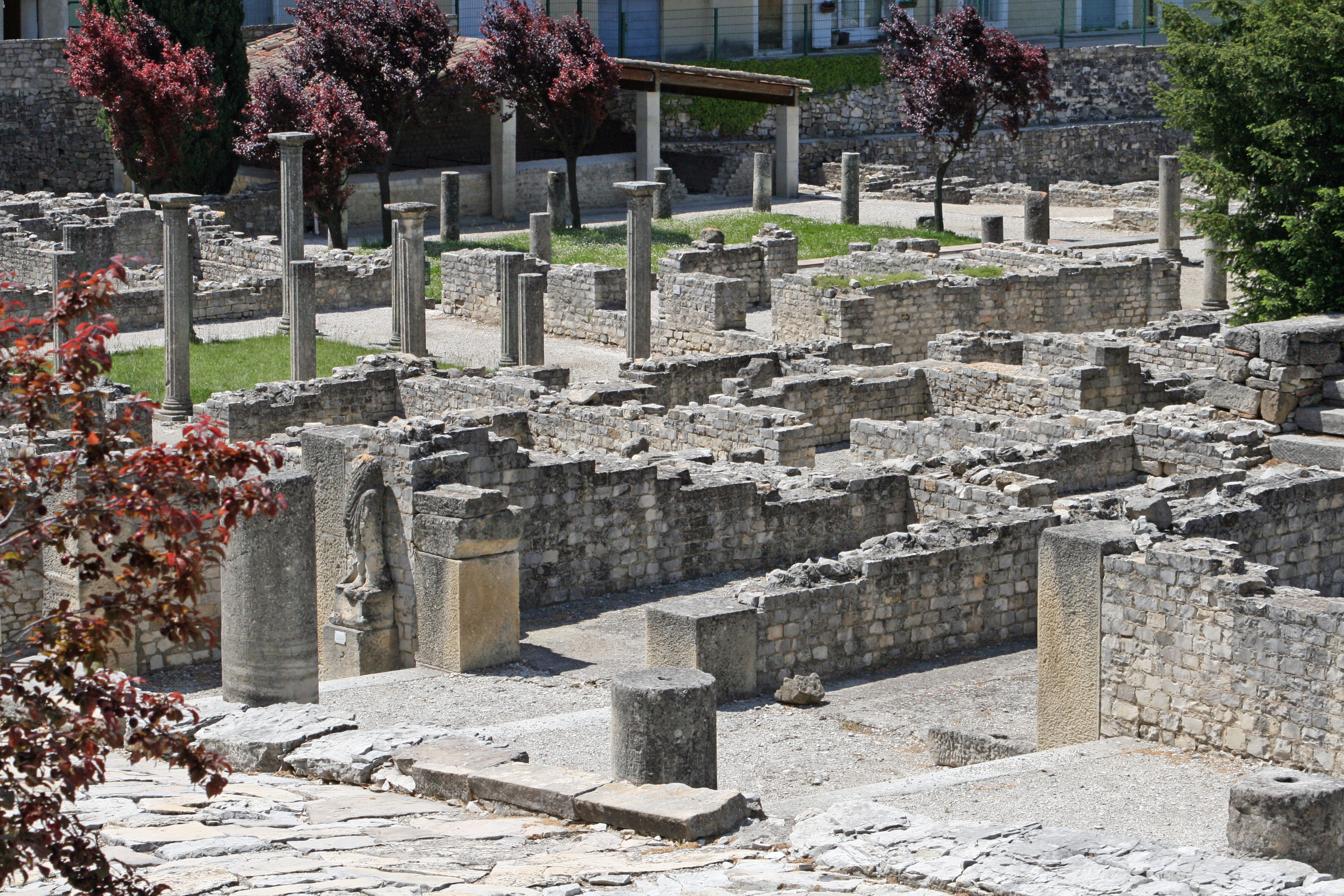
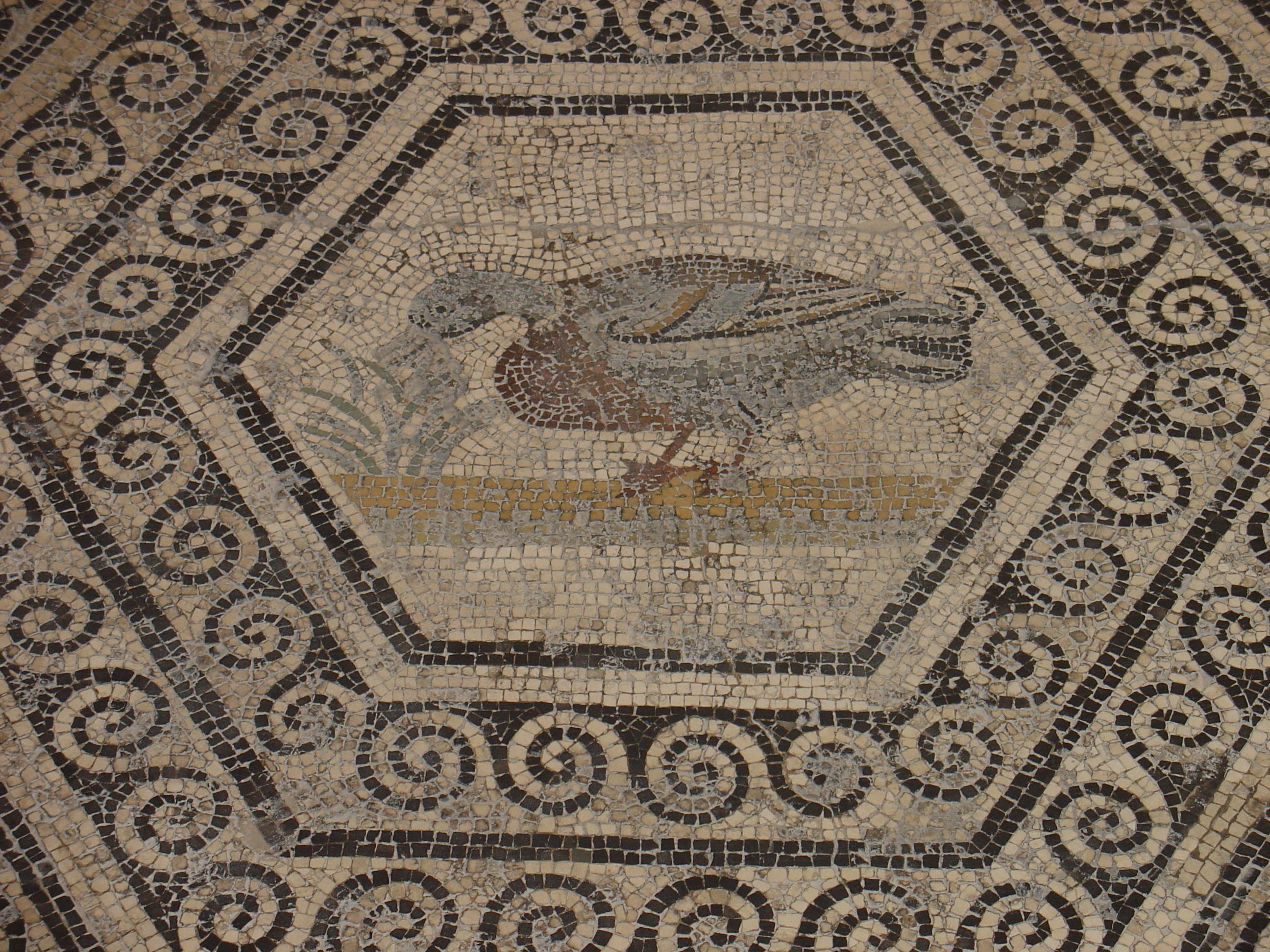
Mozaika v Domě s pávem
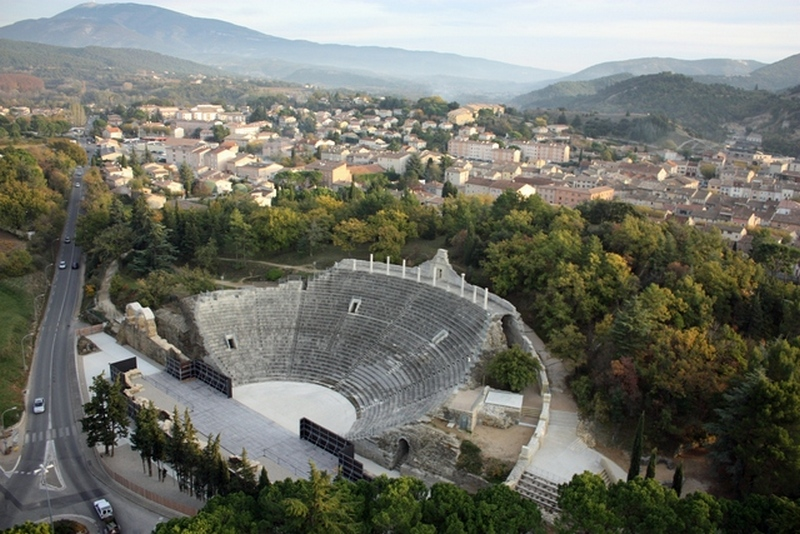
Amfiteátr
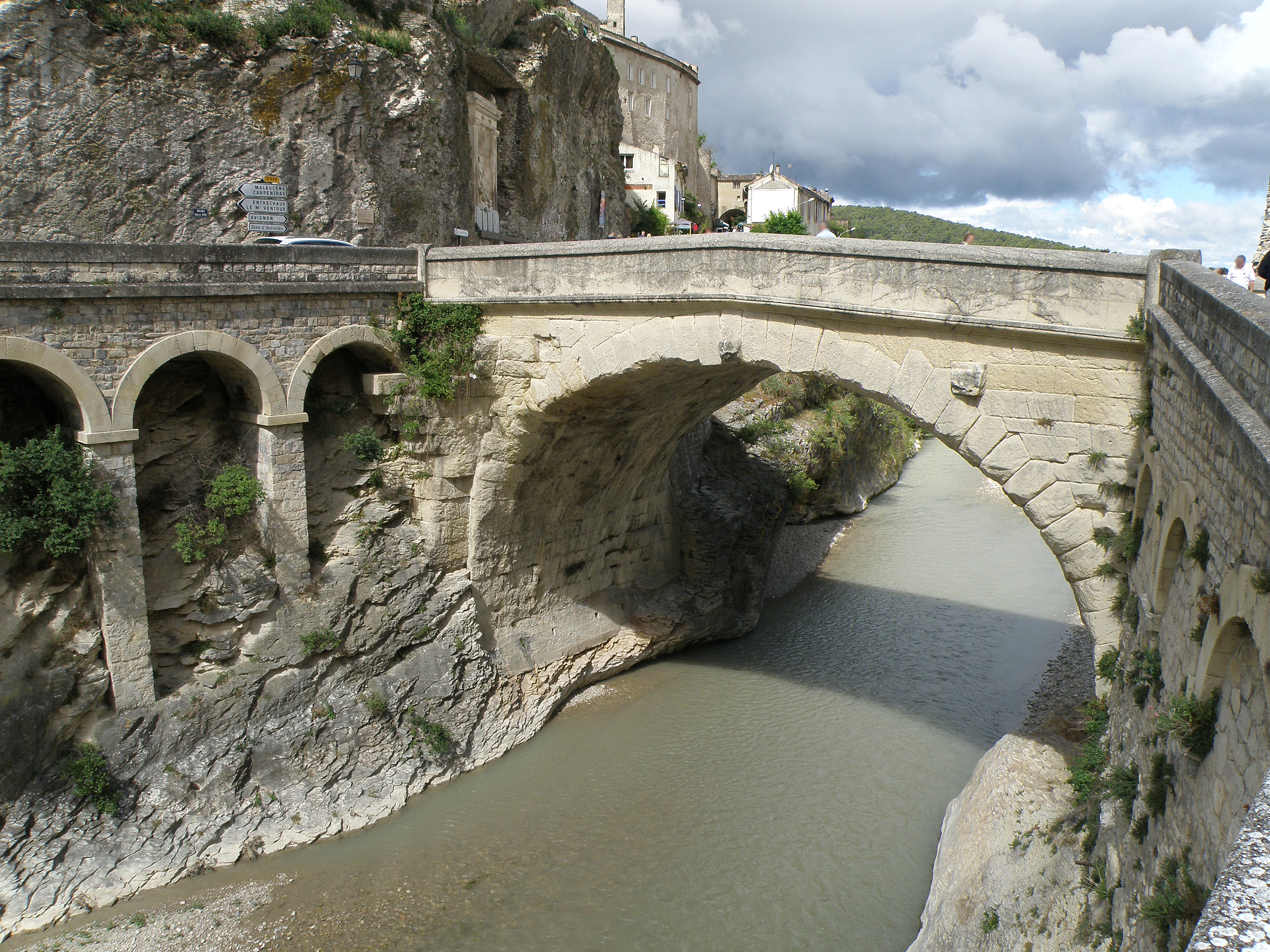
Římský most
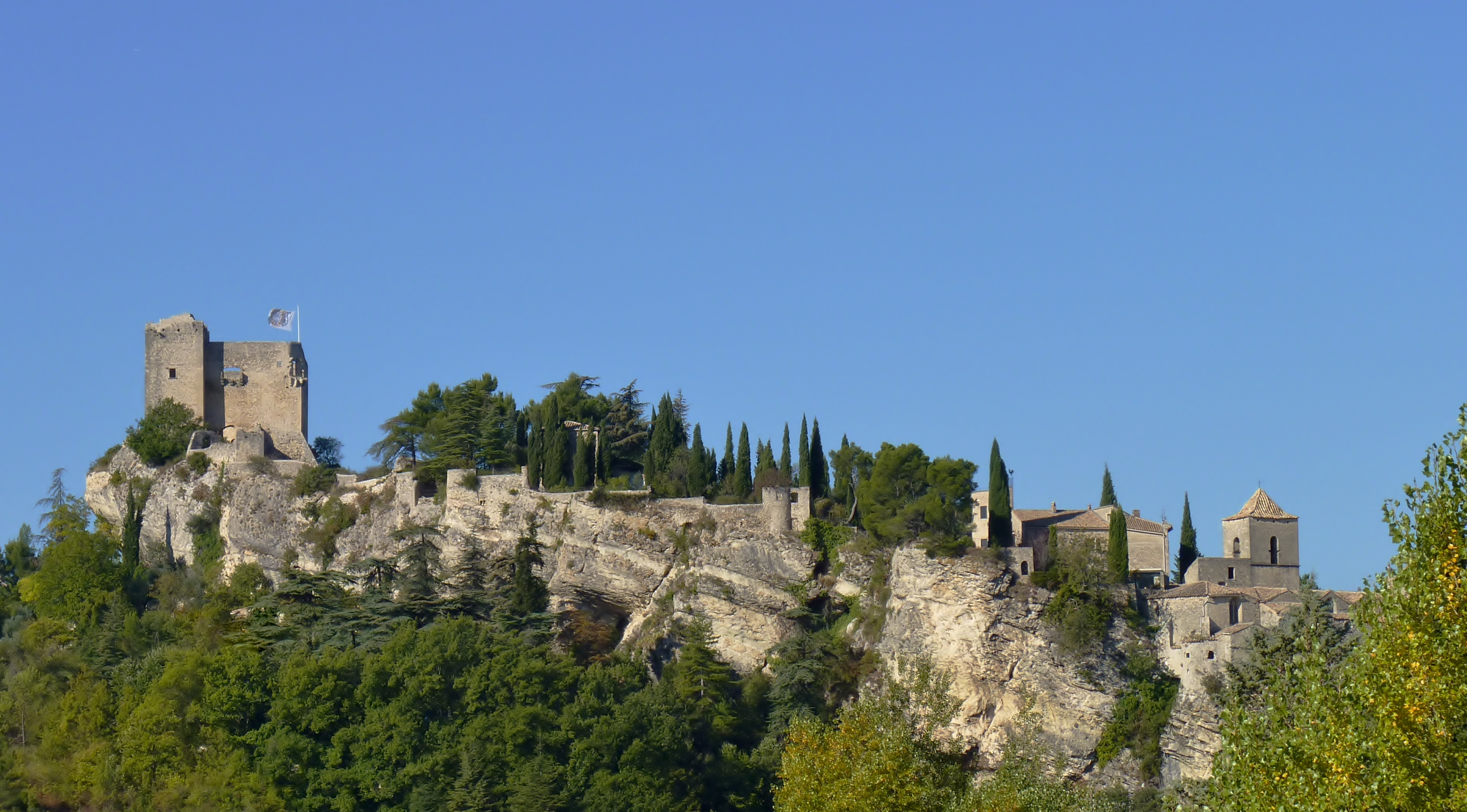
Hrad a horní město
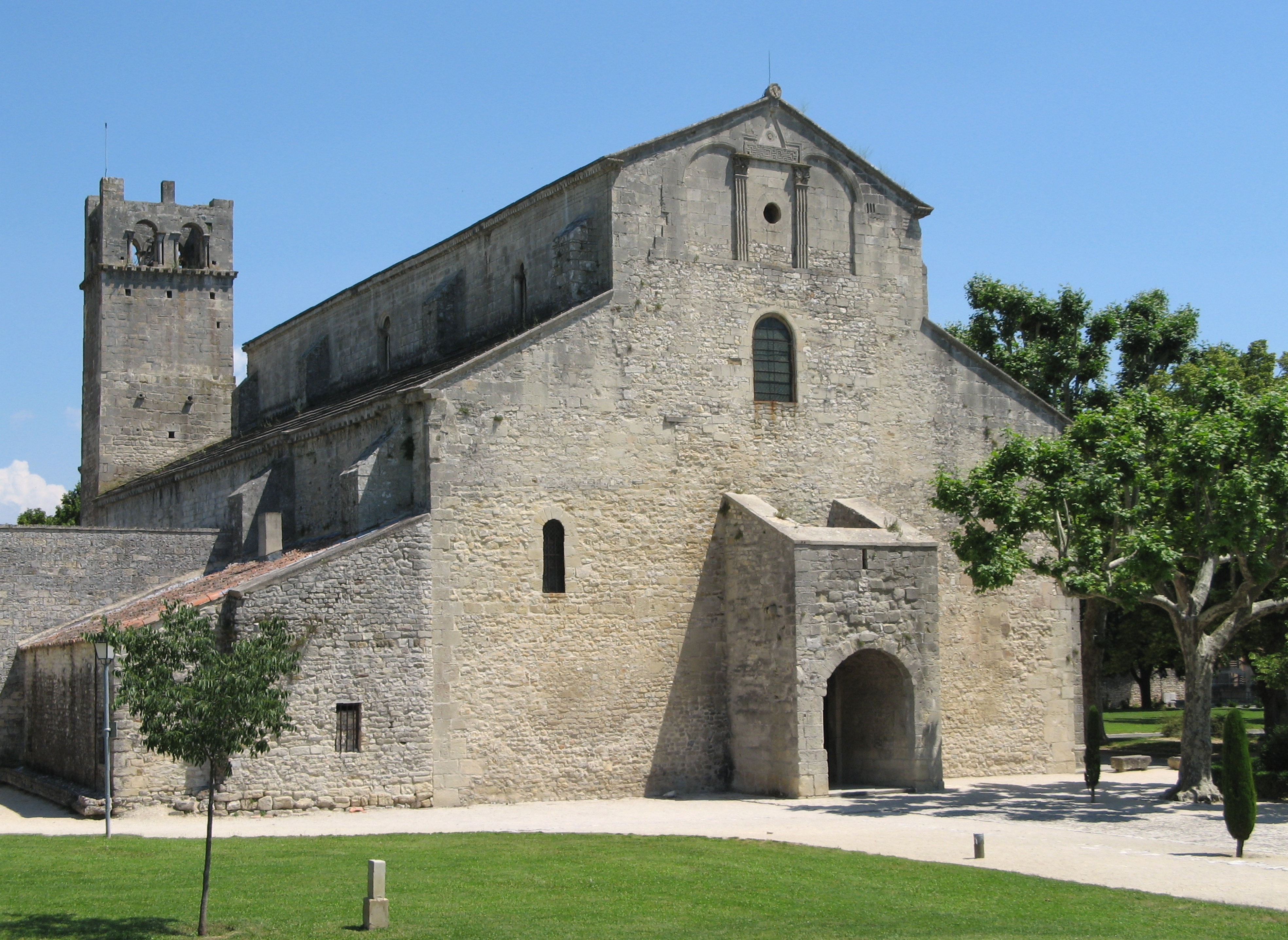
Katedrála P. Marie Nazaretské
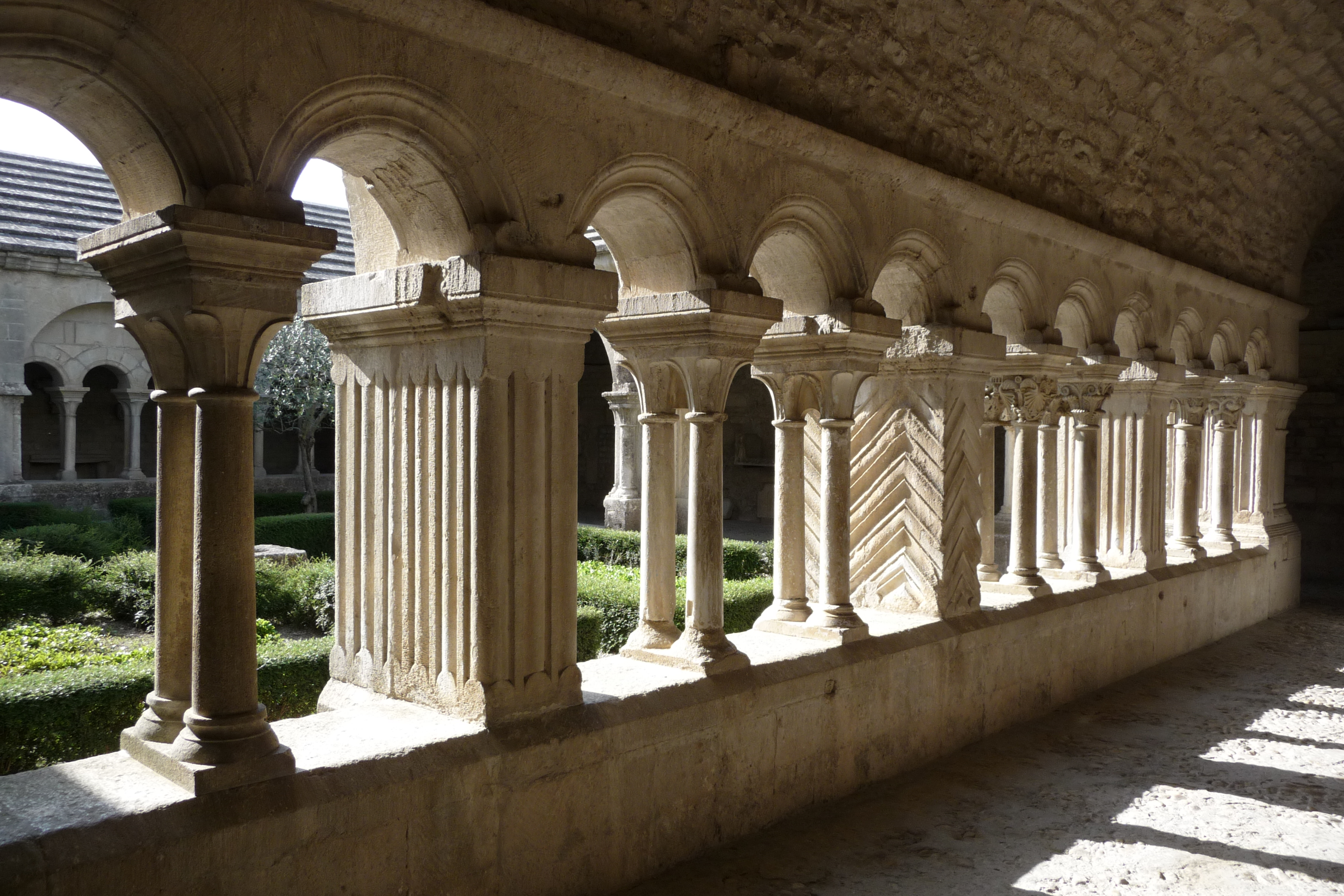
Rajský dvůr
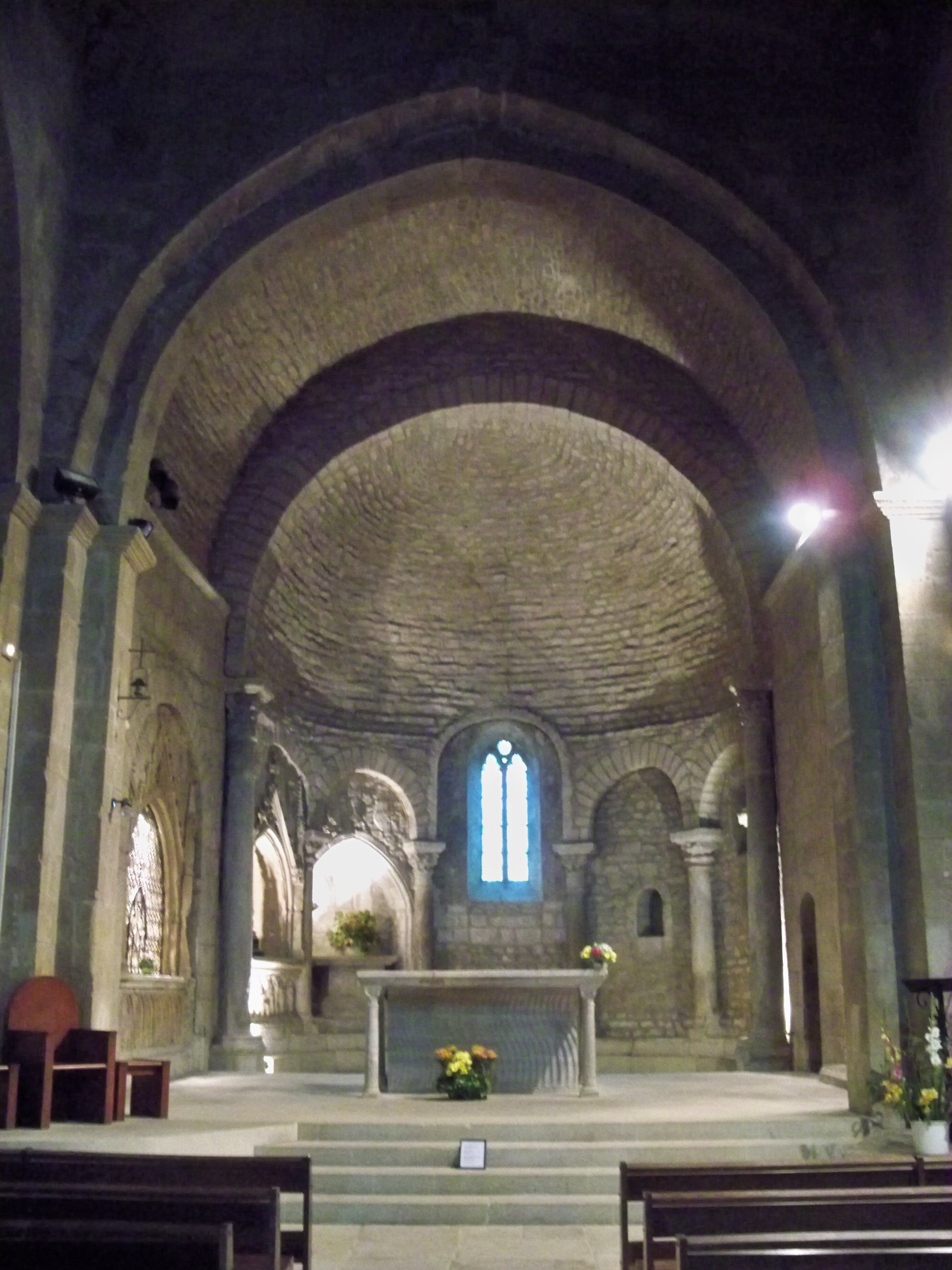
Presbytář